# Serenilla de Abajo
Serenilla de Abajo är en ort i Mexiko.   Den ligger i kommunen Tierra Blanca och delstaten Veracruz, i den sydöstra delen av landet, 300 km öster om huvudstaden Mexico City. Serenilla de Abajo ligger 88 meter över havet och antalet invånare är 535.
Terrängen runt Serenilla de Abajo är platt. Runt Serenilla de Abajo är det ganska tätbefolkat, med 65 invånare per kvadratkilometer. Närmaste större samhälle är Tetela, 9,6 km sydväst om Serenilla de Abajo. Trakten runt Serenilla de Abajo består till största delen av jordbruksmark.